# Danilo Carrera
Danilo Xavier Carrera Huerta (Guayaquil, Equador; 17 de gener de 1989), és un actor, presentador i futbolista equatorià.

## Biografia
Danilo va néixer a la ciutat de Guayaquil, l'Equador el 17 de gener de 1989. Va començar la seva carrera d'actuació en Miami treballant en el teatre, on la seva primera obra va ser Crónicas desquiciadas. A l'agost del 2011 va ser cridat per Telemundo per a participar en la telenovel·la Relaciones peligrosas. La seva interpretació com Max li va fer guanyador al premi com a Millor Actor Revelació als Miami Life Awards.
Per la seva actuació a Relaciones peligrosas va ser cridat a participar en la telenovel·la de Nickelodeon Grachi, interpretant a Axel Vélez.
Va ser guanyador del Gat do anus en Nickelodeon el Brasil, maco de l'any en espanyol i nominat com a Vilà Favorit en Kids Choice Awards Argentina pel seu paper a Grachi.
En el 2013, Danilo signatura contracto amb Venevisión i Univision per a participar en la telenovel·la Cosita linda que va ser transmesa per la cadena Univision al novembre d'aquest any.
Va ser presentador de televisió en el Programa República Deportiva de Univision.
En el 2015 es va casar amb l'actriu estatunidenca d'origen veneçolà Ángela Rincón.

## Formació
Els seus pares són Xavier Carrera i Elsita Horta. Danilo és el germà major dels seus germans Leopoldo, Xavier, Felipe i Juan. Va estudiar en el centre educatiu Balandra Cruz del sud Equador. Va començar la seva carrera de modelaje a l'Equador, va fer passarel·les, comercial civada Toni i va treballar amb De Prati, Abercrombie & Fitch. Una de les seves majors passions és el futbol.
En el 2007 va formar part de l'equip equatorià Club Sport Emelec, sub-18 en el qual es van coronar campions. En el 2008 es va integrar a l'equip equatorià Barcelona Sporting Club, jugant fins al 2009. A part de l'actuació, el futbol és la seva major passió; de no ser actor, continuaria amb el seu somni de ser un futbolista professional. Continua practicant el futbol com un hobbie formant part d'un equip local a Miami.
En 2019, el club de futbol Fuerza Amarilla el va contractar com a davanter de l'equip. Aquesta oportunitat el va fer prendre la decisió d'abandonar l'actuació i voler ser jugador professional.

## Carrera
Sens dubte el moment en el qual Danilo Carrera va començar a tenir més rellevància en la indústria va ser quan va decidir anar-se a Mèxic per a entrar a les files de Televisa que era considerada la televisora més important a Llatinoamèrica. El 2015 va participar en la telenovel·la Pasión y poder que va ser protagonitzada per Susana González i Jorge Salinas.
En 2016 va ser seleccionat com el protagonista de “Sin rastro de ti” una telenovel·la mexicana produïda per Silvia Cano'.
Un any més tard va tornar a la televisió com a antagonista en La doble vida de Estela Carrillo, telenovel·la mexicana produïda per Rosy Ocampo. Novament en 2018 'va ser protagonista de la telenovel·la “Hijas de la luna” produïda per Nicandro Díaz per Televisa.
En 2020 va tenir el seu tercer protagonista, amb Paulina Goto a la telenovel·la “Vencer el miedo”, produïda per Rosy Ocampo.
Al novembre del 2020 es va estrenar la telenovel·la “Quererlo todo” per Las Estrellas, produïda per Ignacio Sada i protagonitzada al costat de Michelle Renaud. A l'octubre de 2021 va treballar en la telenovel·la “Contigo sí” .
En 2022 protagonitza amb Ariadne Díaz,David Zepeda i Mayrín Villanueva la telenovel·la Vencer la ausencia Produïda per Rosy Ocampo.
Per al 2023 va tornar a protagonitzar la telenovel·la El amor invencible produïda per Juan Osorio.

## Filmografia

### Cinema
| Any  | Títol                               | Personatge | Notes |
| ---- | ----------------------------------- | ---------- | ----- |
| 2013 | Indigo                              |            |       |
| 2013 | It Was Me                           | Riley      |       |
| 2018 | Lo más sencillo es complicarlo todo |            |       |

### Televisió
| Any       | Títol                            | Personatge                                        |
| --------- | -------------------------------- | ------------------------------------------------- |
| 2012      | Relaciones peligrosas            | Leonardo "Leo" Máximo                             |
| 2012-2013 | Grachi                           | Axel Vélez                                        |
| 2014      | Cosita linda                     | Federico "Fede" Madariaga                         |
| 2015-2016 | Pasión y poder                   | Franco Herrera Fuentes/Franco Gómez-Luna Herrera  |
| 2015      | Ruta 35                          | Wilson                                            |
| 2016      | Sin rastro de ti                 | Mauricio Santillana                               |
| 2017      | La doble vida de Estela Carrillo | Danilo Cabrera                                    |
| 2018      | Hijas de la luna                 | Sebastián Oropeza Ruiz / Sebastián Frankfurt Ruiz |
| 2020      | Vencer el miedo                  | Omar Cifuentes                                    |
| 2020-2021 | Quererlo todo                    | Mateo Santos Coronel                              |
| 2021-2022 | Contigo sí                       | Álvaro Villalobos                                 |
| 2022      | Vencer la ausencia               | Ángel Funes                                       |
| 2023      | El amor invencible               | Adrián Hernández / David Alejo                    |
| 2024-2025 | Sed de venganza                  | Francisco Ramírez / Emilio Montenegro             |

### Programes
| Any       | Títol                                 | Paper       |
| --------- | ------------------------------------- | ----------- |
| 2014      | República deportiva                   | Conductor   |
| 2023-2024 | Hoy día                               | Conductor   |
| 2023      | Premis Billboard de la Música Llatina | Conductor   |
| 2023      | Miss Univers 2023                     | Conductor   |
| 2023      | MasterChef Celebrity Ecuador          | Participant |

### Teatre
| Any  | Obra                  |
| ---- | --------------------- |
| 2011 | Crónicas desquiciadas |

### Comercials
| Año  | Comercial             |
| ---- | --------------------- |
| 2013 | Sony Xplod App-Remote |
| 2015 | Orbits                |
| 2015 | Univisión Mobile      |
| 2017 | Cklass                |
| 2018 | Quaker Oats           |
| 2021 | Nescafé               |

## Premis i nominacions
| Any  | Premi                        | Categoria                    | Treball                          | Resultat  |
| ---- | ---------------------------- | ---------------------------- | -------------------------------- | --------- |
| 2013 | Miami Life Awards            | Millor actor revelació       | Relaciones peligrosas            | Guanyador |
| 2013 | Meus Prêmios Nick            | Gato do Ano (Guapo de l'any) | Grachi                           | Guanyador |
| 2013 | Kids Choice Awards Argentina | Vilà favorit                 | Grachi                           | Nominat   |
| 2014 | Premios People en Español    | Nuevo rostro                 | Ell mateix                       | Guanyador |
| 2016 | Premios TVyNovelas           | Millor actor revelació       | Pasión y poder                   | Nominat   |
| 2016 | Kids Choice Awards Mèxic     | Vilà favorit                 | Pasión y poder                   | Nominat   |
| 2018 | Premis TVyNovelas            | Mejor villano                | La doble vida de Estela Carrillo | Guanyador |

## Publicacions
Danilo Carrera ha publicat:
- (2020) Cuando nadie me ve[26]